# جرج لیبلینگ

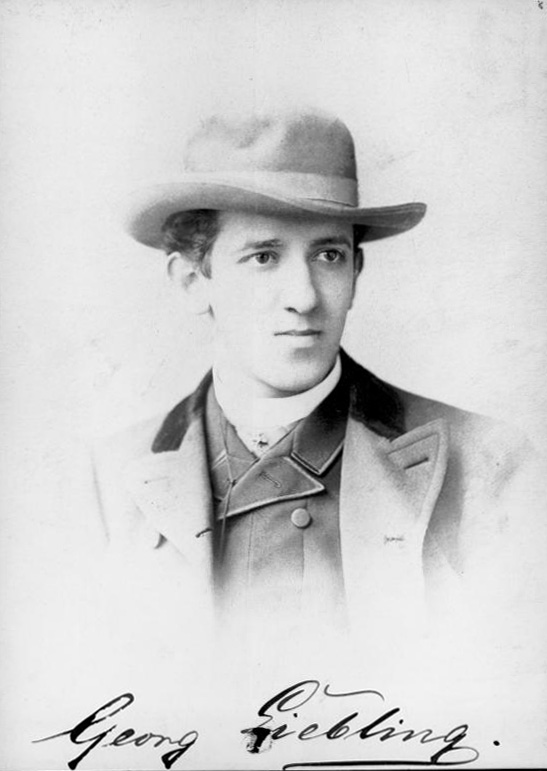
جرج لیبلینگ در دهه ۱۸۹۰

جرج لیبلینگ (به انگلیسی: Georg Liebling) (۲۲ ژانویه ۱۸۶۵ - ۷ فوریه ۱۹۴۶) یک آهنگساز اهل آلمان بود